# Flurazepam
Il  flurazepam è un composto chimico di formula {\displaystyle {\ce {C21H23ClFN3}}} che in condizioni normali si presenta come una polvere cristallina biancastra dall'odore tenue o inodore. Attualmente inserito nell'elenco delle sostanze controllate dalla DEA e dall'ECHA.

## Struttura e caratteristiche fisiche
Il composto è classificato come derivato della benzodiazepina e presenta le seguenti caratteristiche:
- 27 atomi pesanti
- 4 accettori di legami a idrogeno
- 6 legami ruotabili
- massa monoisotopica = 387,151368285 g/mol
- sezione d'urto = 185.3 Å² [M+H]+
- superficie polare = 35,9 Å²
- temperatura di decomposizione = 212 °C

## Reattività e caratteristiche chimiche
Il composto risulta moderatamente igroscopico, solubile in alcol e lievemente solubile in cloroformio. Il composto deve essere protetto dalla luce.

### Spettri analitici
Sono disponibili diversi spettri analitici del composto:
- spettro 13C NMR: due picchi principali a 165,9 ppm e 168 ppm[8]
- spettro 15N NMR: un picco a -45 ppm[9]
- spettro GC-MS: 167 picchi, i tre principali a 86, 30 e 99 m/z[10]
- spettro MS-MS: 5 pichi principali a 315.07162, 388.16428, 317.09012, 288.0585 e 100.11275 m/z[11]
- spettro LC-MS [M+H]+: 5 picchi principali a 388.1612, 390.1584, 389.164, 315.0704 e 317.085 m/z[12]
- spettro FTIR: picco principale tra 1650 e 1700 cm−1[13]
- spettro ATR-IR: due picchi tra 1600 e 1690 cm−1[14]
- spettro Raman: 4 picchi 1550 - 1620 un picco a 1670[15]

## Sintesi
Si ottengono bastoncelli bianchi da soluzioni di etere-etere di petrolio.

## Farmacologia e tossicologia

### Farmacocinetica
Il farmaco deve essere assunto prima di andare a dormire e la durata del trattamento dovrebbe essere la più breve possibile (mai superare le 4 settimane).
Il composto viene rapidamente assorbito dal tratto gastrointestinale entro 30 minuti dalla somministrazione. Il legame con le proteine plasmatiche raggiunge l'83%. Esso viene rapidamente metabolizzato ed escreto mediante l'urina. I metaboliti principali sono l'idrossietil flurazepam (principale) e l'N-desalchil flurazepam (<1%), entrambi farmacologicamente attivi. L'emivita del composto è di 2,3 ore.

### Farmacodinamica
Il farmaco non riduce la fase REM, bensì riduce la latenza del sonno e il numero di risvegli con conseguente aumento del tempo totale di riposo. Il farmaco agisce legandosi ad un sito allosterico dei recettori del GABA potenziando l'azione dei recettori GABA-A aprendo i canali del cloruro e causando un flusso dello stesso con conseguente iperpolarizzazione.

### Effetti del composto e usi clinici
Si tratta di un farmaco ad azione ipnotica ad attività miorilassante, anticonvulsivante, ansiolitica e sedativa. È indicato per l'uso a breve termine ed intermittente in pazienti affetti da insonnia ricorrente e disturbi del sonno.
L'utilizzo principale del flurazepam come da posologia è: difficoltà nell'apprendimento del sonno su base ansiosa grazie alla sua azione ipnotica, per il mantenimento del sonno dovuto a continui risvegli notturni e a risvegli precoci. In seguito a metabolizzazione, produce un metabolita che possiede un'emivita di circa 200 ore.

### Tossicologia
Il composto può causare: dipendenza fisica e psichica, coma, confusione, ipotensione ed eccessiva sonnolenza diurna. La dose tossica minima (TDLO) negli esseri umani è di 380 μg/kg. L'LDLO nel gatto è pari a 250 mg/kg. In caso di sovradosaggio si consiglia la lavanda gastrica immediata e la somministrazione di fluidi mediante fleboclisi. Ipotensione e depressione del CNS possono essere combattute utilizzando appropriati agenti terapeutici in maniera accurata.

### Controindicazioni ed effetti collaterali
Gli effetti avversi più comuni sono: vertigini acutissime, sonnolenza, stordimento, e atassia.
Gli effetti collaterali variano da persona a seconda dell'età, stato di salute e i più comuni sono: sonnolenza diurna, riduzione della vigilanza, disturbi gastrointestinali, variazione della libido con cali di sensibilità, insensibilità alle sollecitazioni, eruzioni cutanee, ipotensione, xerostomia e prurito.
La sonnolenza il giorno dopo può aumentare durante la fase iniziale del trattamento. La sonnolenza diurna scompare dopo qualche settimana dall'inizio del trattamento quando i livelli plasmatici sono raggiunti.
In alcuni casi si sono riscontrate grave insufficienza respiratoria o epatica. Possono inoltre presentarsi amnesia anterograda e l'acutizzarsi di una depressione preesistente, anche a dosaggi terapeutici.

### Interazioni
Interagisce con numerosi altri farmaci, soprattutto quelli che causano sonnolenza, e con l'alcool. L'assorbimento non è influenzato dall'assunzione di cibo.
Combinazioni letali possono risultare in combinazione con oppiacei o altre benzodiazepine o barbiturici.